# Parc d'État Franz Jevne
Le parc d'État Franz Jevne (en anglais : Franz Jevne State Park) est une réserve naturelle située dans l'État du Minnesota, aux États-Unis. Le parc est situé sur la rive gauche de la rivière à la Pluie, entre International Falls et Baudette, juste à la frontière canadienne.

## Milieu naturel
Le parc d'État Franz Jevne possède des terrains variés allant d'affleurements rocheux à des zones inondables en bordure de la rivière. Le cours de la rivière à la Pluie est rapide à la hauteur du parc, ce sont les Long Sault Rapids.

### Flore
Le boisement consiste en une forêt mixte de pins gris, de bouleaux et de pins blancs d'Amérique.

### Faune
Parmi les mammifères, les castors canadiens, les loups de Mackenzie et les orignaux peuvent y être observés. On y trouve également de nombreux passereaux, des pics et, près des berges de la rivière, des pélicans et des pygargues à tête blanche.

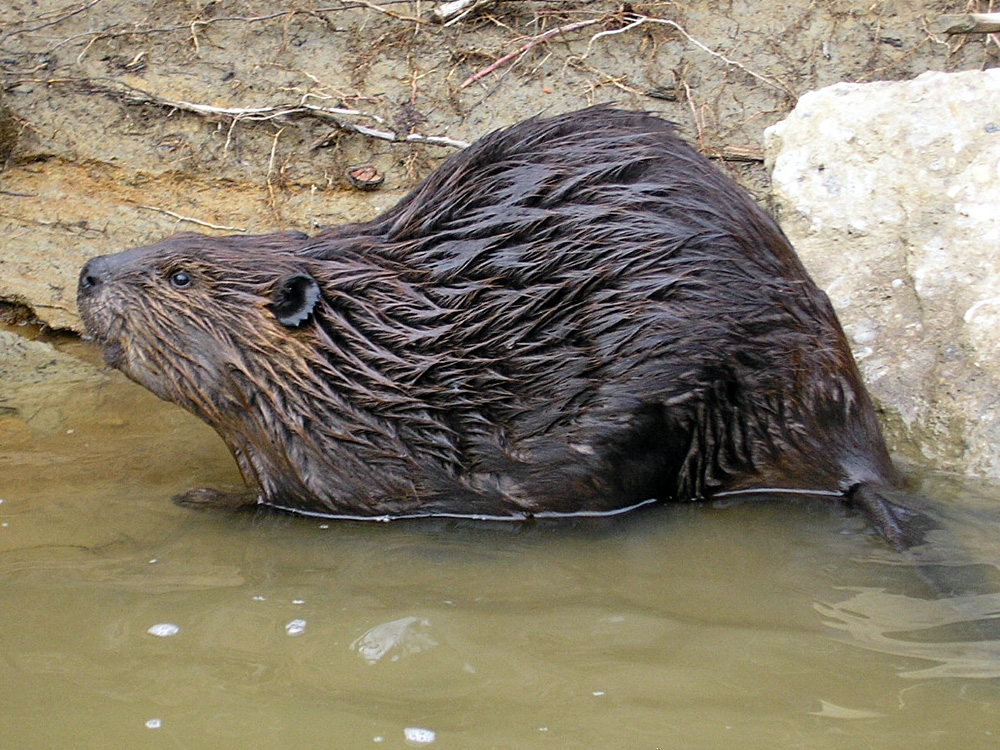
Un castor canadien.
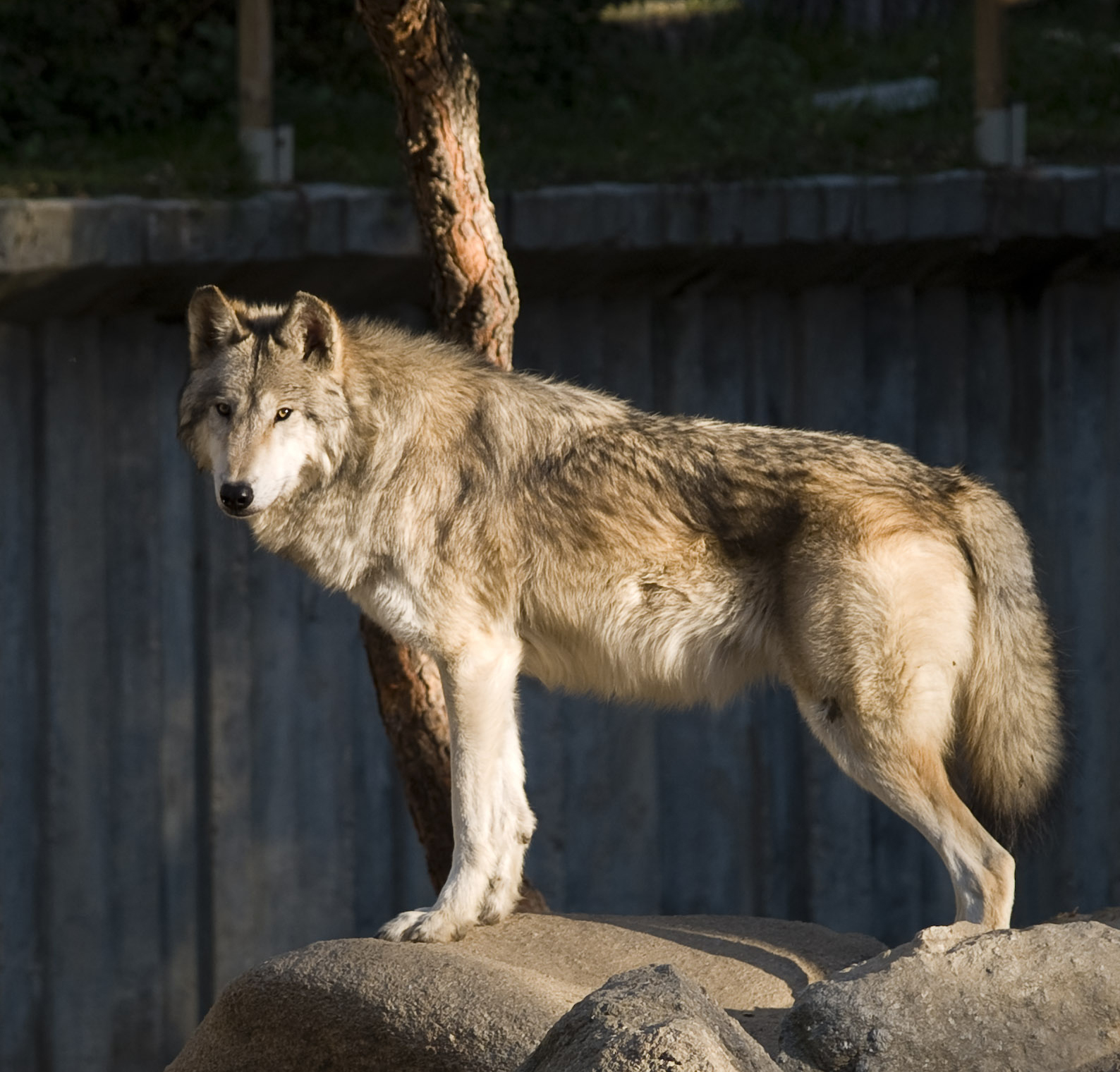
Un loup de Mackenzie.
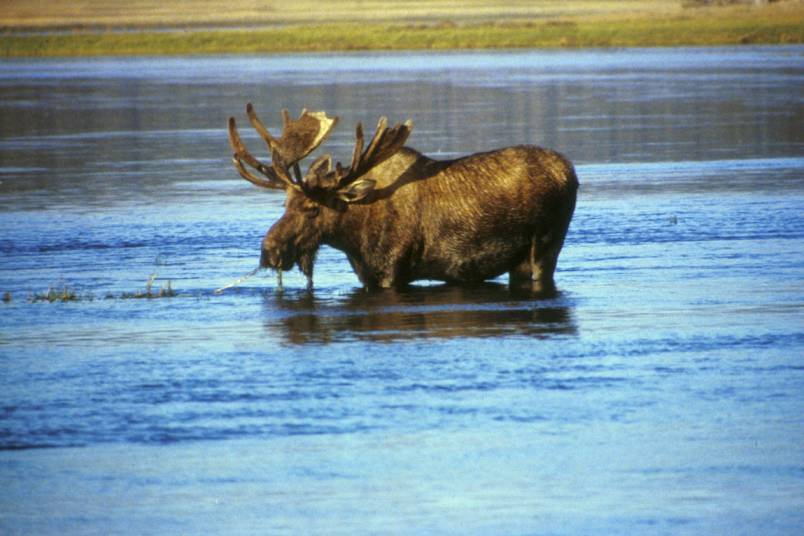
Un orignal.
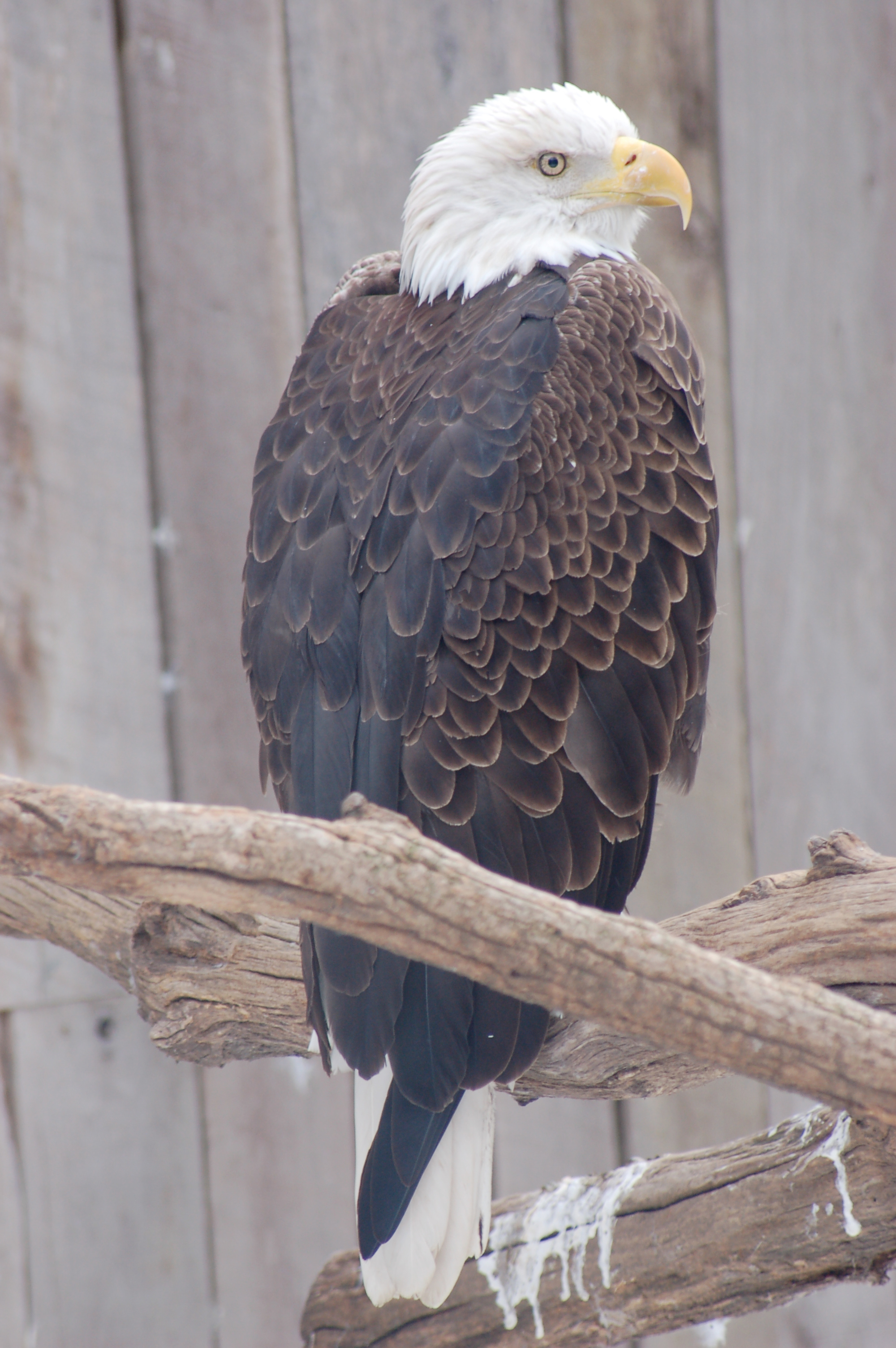
Un pygargue à tête blanche.

## Histoire
En 1961, une étude du National Park Service avait recommandé la création d'un parc à cet endroit. Une partie des terrains appartenait aux enfants de Franz Jevne, un avocat d'International Falls puis de Minneapolis. En 1966, ils proposèrent de donner ce terrain pour y établir un parc à condition que celui-ci porte le nom de leur père. La législature du Minnesota approuva en 1967 une loi créant le Parc d'État Franz Jevne.

## Distractions
Le parc est de petite taille mais offre néanmoins des sentiers qui, l'hiver, sont damés pour la pratique du ski de fond, des emplacements de camping et de pique-nique, des toilettes et des emplacements de pêche.
L'équipement du parc étant très sommaire, c'est la petite communauté non-incorporée de Birchdale qui fournit les visiteurs en services courants (ravitaillement, vente de bois et de pains de glace, restaurants, publiphones...).